# Копецкий, Милош
Милош Копецкий (чеш. Miloš Kopecký; 22 августа 1922, Прага — 16 февраля 1996, там же) — чешский актёр театра, кино и телевидения. Народный артист Чехословакии (1985).

## Биография
Родился в семье пражского меховщика и еврейки, погибшей в концлагере. В самом конце второй мировой войны сам Милош 7 месяцев находился в немецком концлагере. После окончания войны М. Копецкий окончил актёрскую академию. В театре он исполнял лучшие драматические и комические роли, в кино долгое время участвовал в качестве актёра второго плана и забавного комика — конферансье.
Был членом КПЧ. В 1977 году был среди подписавших Антихартию, но в 1987 году выступил против коммунистического правительства страны, призвав его немедленно уйти в отставку. Благодаря своей популярности он не был наказан, но его здоровье ухудшилось. В конце жизни страдал от нервного заболевания, несколько раз находился на лечении в психиатрической больнице.
В 1990-х годах актёр мог играть уже только маленькие роли.
Умер в 1996 году.

## Роли в кино
Амплуа в кино — острохарактерный комический негодяй.
Лучшей эпизодической ролью Копецкого считается роль армейского священника — фельдкурата Каца в фильме «Бравый солдат Швейк», снятом в 1957 году по сюжету известного романа Ярослава Гашека.
Лучшие роли в фильмах-сказках «Жил-был один король» (Byl jednou jeden král, 1955) и «Горделивая принцесса» (Pyšná princezná, 1952). В обеих Копецкий сыграл отрицательные роли негодяев, и роли этого типа он потом играл очень часто, и многие их считают его лучшими ролями.
Первая главная роль, в которой полностью проявился талант Копецкого, сыграна им в 1961 году в фильме «Барон Мюнхгаузен» режиссёра Карела Земана.
К ролям «комических негодяев», сыгранных Милошем Копецким, относятся три пародии сценариста и постановщика Иржи Брдечки. В первой пародии на ковбойские фильмы «Лимонадный Джо» Копецкий исполняет роль главного подлеца Горация, который настолько злой и ничтожный, что в самом конце является более живым и, таким образом, и более симпатичным, чем безупречный, но также бессодержательный главный герой Лимонадный Джо (Йоэ). В пародии на дешёвые детективы начала XX века «Адела ещё не ужинала» он играет утончённого бандита. В пародии на не совсем типичную для Жюля Верна романтическую приключенческую повесть «Тайна Карпатского замка» Копецкий стал демоническим бароном Рудольфом фон Горцом. Все три фильма сняты настолько смешно, что роли Копецкого не воспринимаются, как отрицательные. Его персонажи вызывают больше симпатии, чем положительные герои, которые зачастую выглядят претенциозными дураками и полными идиотами (не менее блестящие роли Михаила Дочоломанского).

## Фильмография
- «Пекарь императора — Император пекаря» (чеш. Císaruv pekar — Pekaruv císar, 1952)
- «Гордая принцесса» (lang-cs, Pyšná princezná, 1952)
- «Анна-пролетарка» (чеш. Anna proletářka, 1952)
- «Самый лучший человек» (чеш. Nejlepší člověk, 1954)
- «Серебряный ветер» (чеш. Stříbrný vítr, 1954)
- «Псоглавцы» (чеш. Psohlavci, 1955)
- «Цирк будет» (чеш. Cirkus bude, 1955)
- «Жил-был король» (чеш. Byl jednou jeden král..., 1955)
- Против всех / Proti všem, 1955
- «Бравый солдат Швейк» (чеш. Dobrý voják Švejk, 1957)
- «Ян Жижка» (чеш. Jan Žižka, 1957)
- «Дедушка-автомобиль» / (чеш. Dedecek automobil, 1957)
- «Звезда едет на юг» (чеш. Hvězda jede na jih, 1958)
- «Гражданин Брих» (чеш. Občan Brych, 1958)
- «О вещах сверхъестественных» (чеш. O věcech nadpřirozených, 1958)
- «Звезда едет на юг» (чеш. Hvězda jede na jih, 1958)
- «Барон Мюнхгаузен» (чеш. Baron Prášil, 1962)
- «Человек первого века» (чеш. Muž z prvního století, 1962)
- «Король королю» (чеш. Král Králů, 1963)
- «Лимонадный Джо» (чеш. Limonádový Joe, 1964)
- Bílá paní (1965)
- «Строго засекреченные премьеры» (чеш. Přísně tajné premiéry, 1968)
- «Я, печальный Бог» (чеш. Já, truchlivý bůh, 1969)
- «Радости отца отечества» (чеш. Slasti Otce vlasti, 1969)
- «Я убил Эйнштейна, господа» (чеш. Zabil jsem Einsteina, pánové, 1969)
- «Пан, вы вдова» (чеш. Pane, vy jste vdova!, 1970)
- «Свадьбы пана Вока» (чеш. Svatby pana Voka, 1971)
- «Любви обманчивые игры» (чеш. Hry lásky šálivé, 1971)
- «Соломенная шляпка» (чеш. Slaměný klobouk, 1971)
- «Убийство в отеле Эксцельсиор» (чеш. Vražda v hotelu Excelsior, 1973)
- «Ночь на Карлштейне» (чеш. Noc na Karlštejně, 1973)
- «Как утопить доктора Мрачека» (чеш. Jak utopit doktora Mráčka aneb Konec vodníků v Čechách, 1974)
- «Завтра развернёмся, дорогая» (чеш. Zítra to roztočíme, drahoušku…, 1976)
- «Адела ещё не ужинала» (чеш. Adéla ještě nevečeřela, 1978)
- «Божественная Эмма» (чеш. Božská Ema, 1979)
- «Дело кролика» (чеш. Causa králík, 1979)
- «Проделки мизантропа» (чеш. Já už budu hodný, dědečku!, 1979)
- «Вынужденное алиби» (чеш. Křtiny, 1981)
- «Тайна Карпатского замка» (чеш. Tajemství hradu v Karpatech, 1983)
- «Сердечный привет с земного шара» (чеш. Srdečný pozdrav ze zeměkoule, 1983)
- «Ангел, а внутри дьявол» (чеш. Anděl s ďáblem v těle, 1984)
- «Три ветерана» (чеш. Tři veteráni, 1984)
- Bambinot (1984)
- «Продлённое время» (чеш. Prodloužený čas, 1984)
- «Тайна старого чердака» (1984)
- «Волшебное наследство» (чеш. Čarovné dědictví, 1986)
- Zkrocení zlého muže (1988)
- Mí Prazané mi rozumeji (1991) — Казанова
- Uctivá poklona, pane Kohn (1993)

## Избранные роли на телевидении
- Kočár nejsvětější svátosti (1962, ТВ)
- Trapasy (1969, ТВ)
- Alfons Karásek v lázních (1971, ТВ)
- Sedm žen Alfonse Karáska (1971, ТВ)
- «Скупой» (чеш. Lakomec, 1972, ТВ)
- «Больница на окраине города» (чеш. Nemocnice na kraji města, 1977—1981)
- Poslední leč Alfonse Karáska (1987, ТВ)
- Utopím si ho sám (1989, ТВ)

Настоящий успех ждал Копецкого на телевидении. Исполненная им роль мудрого и ироничного хирурга Штросмайера в чехословацком телесериале «Больница на окраине города» принесла актёру большую популярность у зрителей.

## Избранные роли в театре
С 1965 года до смерти работал в пражском Театре на Виноградах.

Самая известная роль — Воланд в театральной адаптации известного романа М. Булгакова «Мастер и Маргарита».

## Награды
- Заслуженный артист ЧССР (1979)
- Народный артист Чехословакии (1985)